# Cyrtogrammomma
Cyrtogrammomma monticola es una especie de arañas migalomorfas de la familia Barychelidae. Es el único miembro del género monotípico Cyrtogrammomma. Se encuentra en Guyana.